# 스탠퍼드 감옥 실험
스탠퍼드 감옥 실험(영어: Stanford prison experiment, SPE) 또는 루시퍼 이펙트 또는 루치펠 효과(영어: Lucifer Effect)는 스탠퍼드 대학교의 필립 짐바르도 심리학 교수가 1971년에 한 심리학 실험이다. 70명의 지원자 중 대학생인 24명이 선발되어 죄수와 교도관역을 맡았으며 스탠퍼드 대학 심리학 건물 지하에 있는 가짜 감옥에서 살았다. 역할은 무작위로 정했다. 그들은 자기 역할에 예상보다 잘 적응했으며 교도관들은 귄위적으로 행동했고 심지어는 가혹 행위를 하기까지 했다. 2명의 죄수들은 초기에 너무 화가 나서 중간에 나갔으며 모든 실험은 실험 시작 후 6일 만에 갑작스럽게 종료되었다. 실험의 진행상황과 결과에 대해서는 아직까지도 논쟁의 여지가 있고, 촬영된 모든 실험장면에 대해서도 논쟁이 있다. 그로부터 30년 후 아부 그라이브 수용소 이라크 포로 학대 사건이 일어났을 때 이 짐바르도의 실험에 대한 관심이 환기되었다.

## 목표와 과정
짐바르도의 팀은 수감자와 교도관 각각의 특징이 감옥의 어려운 상황을 이해하기 위한 열쇠라는 생각을 시험해보기 위해 실험을 시작했다. 고용된 참가자들은 2주간 '감옥'에서 생활할 것이라는 말을 들었으며, 그 대가로 $15의 일당을 받도록 약속되었다. 70명의 지원자 중, 짐바르도는 심리적으로 안정되고, 육체적 및 정신적 장애가 없으며, 과거 범죄나 약물 남용 이력이 없는 남자 24명을 선발했다. 24명은 모두 미국이나 캐나다의, 중산층 가정 출신의 좋은 교육을 받은 남자 대학생들 이었다.
'감옥'은 스탠퍼드 대학의 심리학과 건물인 조던 홀의 지하실에 위치했다. 대학생인 실험 도우미들은 수감자였으며 짐바르도는 교도소 감독관이었다. 짐바르도는 참가자들이 그가 원했던 방향 감각 상실(disorientation), 자아감 상실(depersonalisation), 몰개성화(deindividualisation)와 같은 것을 촉진할 수 있도록 특별한 상황을 마련했다. 최초의 실험에서 24명의 선발인원 중 교도관 9명, 죄수 9명 만이 참가하였다. 나머지 인원은 혹시나 일어날지 모르는 상황에 투입되기 위해 대기하였다. 이는 조던 홀 지하에 제작된 감옥의 크기가 24명 모두를 동시에 실험하기에 협소하였기 때문이다. 교도관은 3명씩 3조로 나뉘어 하루 8시간씩 3교대 하였으며, 죄수들은 3개의 감방에 각각 3명씩 수용되었다. 실험 참가자들 중 교도관역을 맡은 사람은 무기(나무 곤봉), 셔츠 및 바지가 카키색인 가짜 교도관 옷을 받았다. 눈을 마주칠 수 없도록 하기 위해서 선글라스도 받았다.
수감자들은 그들이 끊임없이 불편하도록 크기가 맞지 않는 겉옷과 머리에는 스타킹을 씌웠다. 교도관들은 수감자들을 이름 대신에 옷에 박힌 그들의 고유 번호로 불렀다.
교도관을 맡은 참가자들은 실험 하루 전 날 그들이 수감자들을 육체적으로 상처입힐 수 없다는 이야기를 하기 위해 모임을 가졌다. 2003년에 나온 The Stanford Prison Study 비디오에 의하면, 짐바르도는 교도관들에게 이렇게 말했다. "당신은 수감자들에게 지루함을 느끼게 할 수 있으며 어느 정도 공포감을 조성할 수 있습니다. 당신은 독단적으로 행동할 수 있으며 그 행동인즉 수감자들의 운명은 전적으로 우리와 시스템에 의해 조종되고 당신, 나, 그리고 수감자들은 어떠한 사생활도 없습니다… 우리는 그들의 개성을 다양한 방법으로 없앱니다. 대개, 이러한 모든 것을 야기시키는 것은 무력함입니다. 즉 이 상황에서 우리는 모든 통제권을 가지고 있으며 그들은 어떠한 힘도 가지고 있지 않습니다.
수감자 역할을 맡은 참가자들은 수감자들처럼 행동해서 그들의 집에서 무장강도 혐의로 체포되었다. Palo Alto 경찰서는 모든 수감자들에게 하는 행위(지문 채취, 범인 식별용 사진 찍기, 미란다 원칙 설명하기 등등)를 해서 짐바르도 교수를 도왔다. 그들은 감옥에서 이송되어서 실시간으로 감시를 당하며, 그들의 새로운 일체성을 부여받을 가짜 감옥에 도착했다.

## 결과
실험은 눈깜짝할 새에 통제 범위를 벗어났다. 교도관들에게서 굴욕적인 대우와 가학적인 행위를 받은 수감자들은 괴로워했으며 그 행위들은 용인되어 왔다. 스트레스가 지속적으로 증가해서 결국 억제로 인한 반란을 초래했다. 실험이 끝날 때까지 심각한 감정적 혼란이 많이 일어났다.
별탈없이 첫날이 지나고 둘째날에 반란이 일어났다. 교도관들은 원래보다 더 진지하게 자신들에 역할에 몰두했으며, 상관인 연구 직원들의 허가 없이 소화기로 수감자들을 공격해서 반란을 진압했다.
겨우 36시간이 흐른 후, 필립 짐바르도가 말하기로는 한 수감자가 "미친 짓"을 하기 시작했다고 했다. #8612는 통제가 불가능할 정도로 소리 지르고 저주하고 격노하는 등 "미친 짓"을 하기 시작했다. 그가 매우 두려움에 떨고 있었다는 것을 확신하는 것에 대해 조금 시간이 걸렸고 연구원들은 그를 풀어줘야만 했다.
실험에서 빠진 #8612번이 친구들을 데려와서 남은 수감자들을 내보낸다는 소문이 돌았다. 교도관들은 감옥을 철거하고 수감자들을 안전한 다른 장소로 옮겼다. 어떠한 시도도 일어나지 않았을 때 교도관들은 감옥을 짓느라 헛수고 했다는 것에 대해 화가 치솟았고 수감자들을 밖으로 내보냈다.
교도관들은 수감자들이 배운 방법 대로 죄수 번호를 반복해서 부르라고 강요했으며 그것이 자신들을 증명하는 새로운 것이라는 것에 대한 생각을 강화시켰다. 교도관들은 머지않아 이 번호 세기를 수감자들을 괴롭히는 또 다른 방법으로 이용했으며 죄수 번호를 틀린 자에게는 평소보다 더욱 오래 기합을 주는 등의 신체적 고통을 주기도 했다. 급격히 위생상태가 악화되었으며 이로 인해 교도관들은 수감자들이 생리적 현상을 못하도록 만들기도 했다. 교도관들은 수감자들이 그들의 변기통을 비울 수 없는 벌을 주기도 했다. 한편 매트리스는 이러한 엄격한 감옥에서는 보물이었으며 교도관들은 매트리스를 뺏어서 콘크리트 위에서 재우는 등의 벌을 주기도 했다. 몇몇 수감자들은 벌거벗은 채로 다니도록 강요받기도 했으며 남색(男色)을 흉내내는 등의 성적 모욕을 받기도 했다.
짐바르도는 그의 실험에 점점 몰두 했으며 적극적으로 이 감옥 실험에 참여했다. 4일 째, 몇몇 수감자들이 탈옥에 대해 얘기를 나누었다. 짐바르도와 교도관들은 그들을 더욱 안전한 지역 경찰서로 보내려고 했지만 공무원들은 짐바르도의 실험에 더 이상 참여하지 않기로 했다.
실험이 진행되면서 몇몇 교도관들은 폭력적으로 변했다. 실험자들은 교도관 중 3분의 1이 진짜로 잔학한(sadistic) 경향을 보여주었다고 말했다. 실험이 일찍 끝났을 때 교도관들 대부분은 화를 냈다.
짐바르도는 참가자들이 그들의 역할에 완전히 흡수 되었다고 말하며 그들은 이것이 실험인데도 가석방을 위해서라면 벌금을 물 수 있다는 것을 받아들일 수 있다고 했다. 그들의 가석방 신청이 전부 거부되었긴 했지만 실험에서 나간 실험 참가자는 아무도 없었다. 짐바르도는 모든 금전적 보상을 잃은 후에 그들이 실험에 참가할 이유가 없다고 주장했다. 왜냐하면 그들은 뿌리 깊숙이 감옥에 흡수가 되었으며 그들 스스로를 수감자라고 생각했으며 그들은 남아있었기 때문이다.
새로 들어온 수감자인 #416이 다른 수감자들에 대한 행태를 보고 걱정을 표했다. 교도관들은 이러한 반항에 응했다. 그가 단식 투쟁을 한다면서 소시지를 먹기를 거부 했을 때 교도관들은 그를 방에 가두었고 이것을 독방 감금이라고 말했다. 교도관들은 다른 수감자들이 #416을 반대하기 위해 #416이 독방에서 나올 수 있는 유일한 방법은 수감자들의 담요를 포기하는 것이라고 말했으며 물론 모두 거절했다.
짐바르도의 여자친구인(후에 결혼함.) 크리스티나 마슬락(Christina Maslach)이 이 실험에 초대 받았을 때 감옥의 엄청난 실상을 본 후에 당장 이 실험을 그만두라고 짐바르도에게 얘기했으며 짐바르도는 실험을 끝냈다. 짐바르도는 이 감옥에 대해 본 50명 이상의 사람 중에 도덕에 대한 질문을 던진 것은 마슬락 혼자였다고 말했다. 2주 동안 할 것으로 예상되었던 스탠퍼드 감옥 실험은 불과 6일 만에 끝이 났다.

## 실험 첫째 날
실험은 실제 장기복역자의 조언을 통해 스탠퍼드 대학교 심리학부 건물 지하에 만들어진 모의 감옥에서 시행되었다. 죄수 역을 맡은 피험자들에게는 이 장소가 모의 감옥이 아닌 스탠퍼드 주립 교도소라고 거짓 안내되었다. 그리고 경찰의 협조를 통해 죄수 역의 피험자는 실제 상황처럼 체포당한 뒤 취조를 받은 후 모의 감옥에 수감되었다. 교도관 역의 피험자들은 죄수 역의 피험자들을 취조한 뒤 옷을 모두 벗긴 채로 살충제를 뿌렸다. 그러고는 앞뒤로 번호가 적힌 원피스형의 죄수복을 입히고 오른쪽 발목에 족쇄를 채웠다. 속옷 착용은 금지되었으며, 삭발한 것처럼 보이도록 하는 모자를 씌웠다. 죄수 역의 피험자들은 한 방에 3명씩 24시간 내내 지내면서 항상 이름 대신 번호로 불렸다.
한편 교도관 역의 피험자들은 카키색의 유니폼을 입고, 경찰봉과 호루라기를 소지하였으며 표정을 감춤으로써 감정을 숨길 수 있도록 선글라스를 착용했다. 그들은 하루 여덟 시간씩 3교대로 근무했으며 근무가 끝나면 퇴근할 수 있었다. 그들은 모의 감옥 내의 질서를 유지하기 위해 법적 한도 내에서 자유롭게 규율을 세울 수 있었다. 실험 조교들은 그들이 우월해서가 아닌 단지 우연에 의해 교도관이 되었다는 사실을 분명하게 주지시켰다.
임의로 분류된 죄수 역할과 교도관 역할 사이에서는 말투나 감정의 변화가 나타나기 시작했다. 교도관 역할의 피험자들은 명령조의 말투를 사용하는 반면 죄수 역할의 피험자들은 수동적인 어투가 나타났다. 교도관 역할의 피험자들은 법적으로 금지된 육체적 체벌 대신에 언어폭력으로써 죄수 역할의 피험자들을 모욕하였다. 교도관 역할의 피험자들은 죄수들의 작은 행동이나 말 하나하나에도 민감하게 반응하였고, 죄수 역할의 피험자들은 점점 더 수동적으로 변해갔다.

## 실험 둘째 날
새벽 2시 30분, 교도관 역의 피험자들은 죄수 역의 피험자들을 깨워 자신의 번호를 말하게 했다. 교도관 역의 피험자들은 이러한 행위가 자신들의 권위를 세울 수 있고, 죄수 역의 피험자들을 좀 더 통제하기 좋은 상태로 둘 수 있을거라고 믿었다. 그러나 이 일을 계기로 교도관 역의 피험자들과 죄수 역의 피험자들은 심각한 갈등 관계에 놓이게 되었다. 아침이 밝자, 죄수 역의 피험자들은 폭동을 일으켰다. 모자를 집어던지고 죄수복의 번호표를 떼려고 했으며, 침대로 바리케이트를 치거나 교도관 역의 피험자에게 언어폭력을 행사하였다. 이에 교도관 역의 피험자들은, 이전에 교도소에 대한 경험이 전혀 없음에도 불구하고, 소화기를 이용해 폭동을 진압하는 한편, 모든 죄수 역의 피험자들이 뒤돌아 있게 한 채 한 명의 피험자에게만 팔굽혀펴기를 시켰다. 놀랍게도 이러한 체벌 방법은 독일의 아우슈비츠 강제 수용소에서 일어났던 것과 동일한 체벌이었다.
교도관 역의 피험자들은 자발적으로 야간 당직을 짜고 죄수 역의 피험자들을 심리적으로 혼란에 빠지게 해 결속력을 약화시켰다. 그들은 폭동에 적극적으로 가담한 세 명을 가장 악조건의 방에 수감시키고 반대로 폭동에 거의 가담하지 않은 세 명을 좋은 조건의 방에 수감시켰다. 그리고 반나절 뒤, 서로의 방을 바꾸어 수감시켰다. 이렇게 함으로써 죄수 역의 피험자들에게 혼란을 주고, 폭동 가담자들과 교도관 역의 피험자들 사이에 모종의 거래가 있었을 것이라는 의심을 심어주어 죄수 역의 피험자들간 결속력을 떨어뜨렸다. 이 또한 교도소에서 흔히 일어나는 일이다.
또한 교도관 역의 피험자들은 죄수 역의 피험자들을 극도로 엄격하게 통제하였다. 그들은 죄수 역의 피험자들이 허락 없이 화장실에 가는 것을 허락하지 않았고, 야간에는 양동이에 대소변을 보도록 했다. 모의 감옥의 환경은 극도로 열악해져갔다.
이 와중에 8612번 죄수 역의 피험자가 정신착란을 일으켰다. 그는 분노에 차서 울부짖기도 하고, 쓰고 있지도 않은 모자가 머리를 조여온다고 호소했다. 필립 짐바르도는 그를 면담하고 실험을 계속할 것을 권유하였다. 면담을 통해 진정된 태도를 보이는 듯했던 8612번 피험자는 그러나 감옥으로 돌아가서는 아무도 자신을 내보내주려 하지 않는다고 소리쳤고, 모의 감옥 내부는 더욱 더 혼란이 가중되었다. 결국 연구진들은 8612번 피험자의 실험 참가를 중지시키고 귀가조치시켰다. 그런데 그가 모의 감옥을 빠져나가자 모의 감옥 내부에는 다음날 8612번 피험자의 주도로 죄수 역의 피험자들을 석방시킬 것이라는 소문이 돌았다. 그 소문은 피험자들 뿐만 아니라 연구자들에게도 알려졌다.

## 실험 셋째 날
실험 셋째 날은 피험자 가족들의 면회가 있는 날이었다. 피험자 가족 중 몇몇 부모는 자신의 아들이 힘들어하는 모습을 보고 아들을 실험에서 빼내려 했으나, "당신의 자녀가 이 정도 힘든 것도 참지 못하는 사람입니까?"라는 짐바르도의 말에 포기하고 그냥 돌아갔다. 8612번 피험자의 침입도 없었다. 그러나 짐바르도는 실험 셋째 날의 과정을 동료 교수에게 자랑스럽게 이야기했다가 실험의 목적을 상기하라는 동료 교수의 대답을 들었다.
짐바르도는 그동안 계속 고통을 호소하며 식사를 거부하던 819번 피험자를 면담하고, 그에게 실험을 중단하는 것이 어떻겠냐고 권유하였다. 그러나 단순히 실험에 참가하는 것 뿐이고, 언제든지 중도에 실험을 그만둘 수 있었던 819번 피험자는 "다른 이들이 자신을 나쁜 죄수로 생각할 것이므로 중단하지 않겠다"라고 주장하였다. 짐바르도가 그에게 이것은 실험 상황이며 819번 피험자는 죄수가 아닌 평범한 일반인이라는 사실을 다시 주지시키고서야 819번 피험자는 실험을 중단하겠다고 말했다.

## 실험 넷째 날
가석방 신청이 실시되었다. 사실 이들은 돈을 내지 않아도 언제든지 중도에 실험을 포기하고 나갈 수도 있었다. 그러나 실험 상황인데도 불구하고 죄수 역의 피험자들 다수는 돈을 내고서라도 감옥에서 나가겠다고 응답했다. 하지만 가석방이 무산되었고, 모의 감옥 내의 분위기는 더욱 더 악화되었다.

## 실험 다섯째 날
교도관 역의 피험자들이 죄수 역의 피험자들을 교묘한 방법으로 고문하고 성적 학대를 하는 것이 관찰되었다. 피험자의 부모들과 동료 교수들이 실험을 그만 둘 것을 요구하였고, 짐바르도 교수는 실험을 조기에 중단하기로 결정하였다.

## 실험 여섯째 날
피험자들에게 실험이 종료되었다는 사실을 통보하고 귀가조치시킴으로써 실험이 종료되었다.

## 실험 종료 이후
실험에 참가한 피험자들간의 대화의 자리를 마련하여 피험자들의 회복을 도왔다.

## 결론
스탠퍼드 감옥 실험은 14일로 예정되었던 실험을 1971년 8월 20일에 6일 만에 끝났다. 이 실험의 결과는 사람들이 합법적인 이데올로기와 사회적, 제도적으로 지지를 받고 있을 때 사람들의 민감성과 복종을 입증하는 데에 있어서 많은 논쟁이 끊임없이 이어져 왔다. 이 실험은 인지부조화와 권력의 힘을 설명하기도 했다.
심리학에서 이 실험의 결과는 귀인 이론을 지지하기도 했다. 다르게 말하자면 이 상황은 그들 각자의 개인적 성향보다는 참가자의 행동에 의해 야기되었다는 말이 된다. 이것은 평범한 사람이 시험관의 명령에 의해 타인을 충분히 감전시킬 수 있는 전류를 내보내는 또다른 유명한 실험인 밀그램 실험과도 양립할 수 있다.
나중에 실험이 끝나고 나서 산 쿠엔틴 형무소와 아티카 형무소에서 끔찍한 반란이 일어났으며 짐바르도는 그가 실험에서 얻어낸 것을 미국 하원 사법부 위원회에 제출했다.

## 실험에 대한 자료들
- https://exhibits.stanford.edu/spe 녹음파일(스탠포드 대학 사이트)
- http://www.prisonexp.org/gallery/ 스탠포드 대학 실험 사진

## 유사한 사건

### BBC 감옥 실험
엑스터 대학교와 세인트 앤드류스 대학교의 심리학자인 알렉스 해슬램과 스티브 레이쳐가 2002년에 BBC 감옥 실험을 시작했다. BBC에서는 이 실험을 찍어서 실험(The Experiment)이라는 다큐멘터리를 만들었으며 지원도 해주었다. 이 실험의 반향은 짐바르도의 것과는 달라서 폭정, 스트레스, 리더십에 대한 많은 출판물이 나오게 되었다. 더욱이 스탠퍼드 실험과는 다르게 이 실험은 British Journal of Social Psychology, Journal of Applied Psychology, Social Psychology Quarterly와 같은 학술 잡지에도 나왔다.
BBC 감옥 실험이 BBC 프로그램으로서 등장했을 초기에 짐바르도 교수는 '다시는 반복 되지 말아야 한다'라며 우려를 표했다. 그는 "단지 감각적인 방송프로그램 또는 서바이벌 타입의 방송 흥행을 위해서 지금은 비윤리적이라고 고려되는 실험을 재수행해서는 안된다. 브리티시 대학교의 심리학 학부가 연관되어 있는 것에 놀라울 뿐이다" 라고 하였다.
BBC 감옥 실험에서는 스탠퍼드 실험에서와 달리 방송이 불가능할정도의 비윤리적인 문제점 (스탠퍼드 실험에서는 '나체 쇼를 강제'하거나, '손으로 변기청소 강제' 등의 문제가 일어났다) 을 드러내지는 않았으나, '천성보다 환경' 을 골자로 하는 실험의 핵심에 있어서는 두 사건의 결과 자체가 비슷하였다. 한편 BBC 감옥 실험에서도 스탠포드와 마찬가지로 참가자들의 정신적 스트레스가 심해짐을 고려하여 전체 10일 중 8일 또는 9일차에 실험을 중단하였다.
(BBC 감옥실험은 TV방송으로 편성될 것임을 모두가 알고 있기에 관리자 및 교도관, 죄수 역할 수행자들의 자기자신을 컨트롤하는 의식적인 자가 제어 수치가 높았을 것이고 이로 인해 '방송가능한' 적절한 수준의 드라마가 되었을 것이다. 이점은 좀 더 다양한 스펙트럼의 '실제와 다름없는' 결과를 이끌어내는 데는 부정적인 영향을 끼칠 수 있다. 한편 좀 더 제어되고 부드러운 실험으로 인해 좀 더 다양한 사회계층에 실험의 결과를 인식시키는데 호소력을 가졌다는 평도 있다. )
- 참고 : http://www.theguardian.com/uk/2002/jan/24/bbc.socialsciences

## 관련 서적
- 필립 짐바르도, 루시퍼 이펙트, 2007년, 웅진 지식하우스
- Carnahan, C. & McFarland, S. (2007). Revisiting the Stanford Prison Experiment: Could Participant Self-Selection Have Led to the Cruelty? Personality and Social Psychology Bulletin, Vol. 33, No. 5, 603-614.
- Haney, C., Banks, W. C., & Zimbardo, P. G. (1973). Study of prisoners and guards in a simulated prison. Naval Research Reviews, 9, 1–17. Washington, DC: Office of Naval Research
- Haney, C., Banks, W. C., & Zimbardo, P. G. (1973). Interpersonal dynamics in a simulated prison. International Journal of Criminology and Penology, 1, 69–97.
- Haslam, S. Alexander & Reicher, Stephen (2003). Beyond Stanford: Questioning a role-based explanation of tyranny. Dialogue (Bulletin of the Society for Personality and Social Psychology), 18, 22–25.
- Musen, K. & Zimbardo, P. G. (1991). Quiet rage: The Stanford prison study. Videorecording. Stanford, CA: Psychology Dept., Stanford University.
- Reicher, Stephen., & Haslam, S. Alexander. (2006). Rethinking the psychology of tyranny: The BBC Prison Study. British Journal of Social Psychology, 45, 1–40.
- Zimbardo, P. G. (1971). The power and pathology of imprisonment. Congressional Record. (Serial No. 15, 1971-10-25). Hearings before Subcommittee No. 3, of the Committee on the Judiciary, House of Representatives, Ninety-Second Congress, First Session on Corrections, Part II, Prisons, Prison Reform and Prisoner's Rights: California. Washington, DC: U.S. Government Printing Office.
- Zimbardo, P. G (2007) Understanding How Good People Turn Evil 보관됨 2007-04-11 - 웨이백 머신. Interview transcript. "Democracy Now!", March 30, 2007. Accessed March 31, 2007

## 같이 보기
- 밀그램 실험 & 스탠리 밀그램
  - 권위에의 복종(영어판)
- 악의 평범성 & 한나 아렌트